# Katherine Pancol

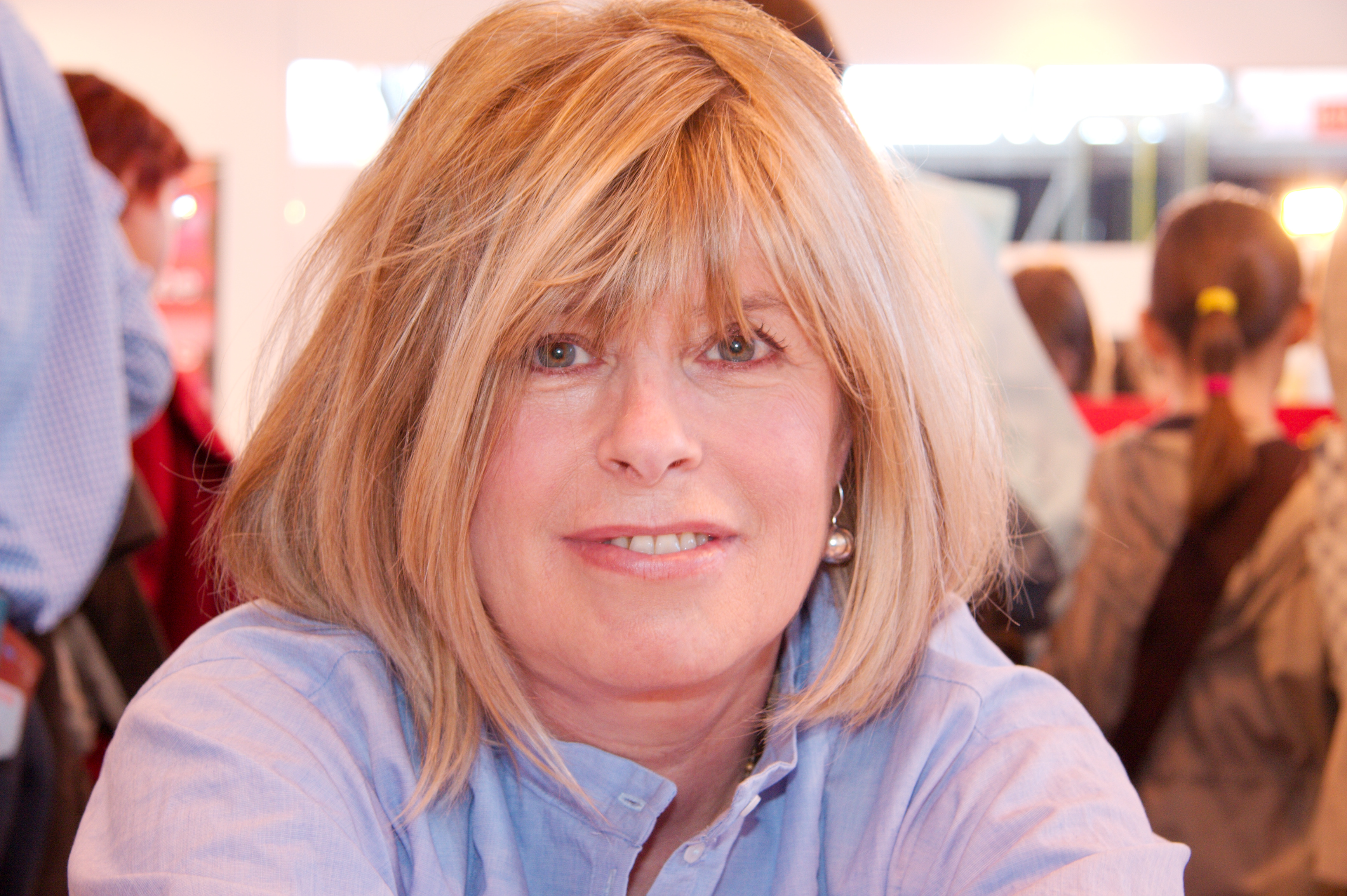
Katherine Pancol al salone del libro di Parigi, nel marzo 2009.

Katherine Pancol (Casablanca, 1954) è una scrittrice francese.

## Biografia
Katherine Pancol nasce a Casablanca, Marocco ma si sposta in Francia all'età di cinque anni.
Ha studiato letteratura e la sua prima professione è stata quella di insegnante di francese e di latino, prima di dedicarsi al giornalismo. Mentre lavorava per Paris-Match e Cosmopolitan, viene notata da un editore che la incoraggia a iniziare la scrittura. Dopo il successo del suo primo romanzo Moi d'abord nel 1979, la Pancol si trasferisce a New York, dove frequenta lezioni di scrittura creativa e di sceneggiatura alla Columbia University, producendo tre romanzi: La barbare nel 1981, Scarlett, si possible e Les hommes cruels ne courent pas les rues.
Grazie al suo periodo di vita trascorso negli USA, il suo stile diventa ancora più divertente e pieno di azione e veloce.
La Pancol è molto interessata alla psicologia umana, e in particolare alle figure delle donne, che nei suoi romanzi sono incredibilmente accurate e ricche di dettagli spesso ombreggiate con umorismo ironico.
Il suo romanzo Gli occhi gialli dei coccodrilli (pubblicato nel 2006) è stato un enorme successo in Francia, dove ha venduto oltre un milione di copie e ha ricevuto il "Prix Maison de la Presse" per la grande distribuzione in Francia. Katherine Pancol è stata premiata come "Miglior autore 2007" da Gorodets Publishing (Mosca). Gli occhi gialli dei coccodrilli è stato il sesto miglior libro venduto in Francia nel 2008 (Le Figaro Littéraire) ed è stato tradotto in russo, cinese, ucraino, polacco, italiano, coreano, vietnamita e norvegese.
Katherine Pancol è divorziata e ha due figli adulti. Vive a Parigi, in Francia.

## Lavori recenti
Il suo ultimo lavoro è la trilogia iniziata con Gli occhi gialli dei coccodrilli (2006), seguito da Il valzer lento delle tartarughe (2008), che descrive le relazioni tra i membri di una famiglia e in particolare tra due sorelle.
Molti lettori sono stati in grado di identificarsi con il personaggio principale, Joséphine. Questa donna sulla quarantina lotta con un divorzio, problemi economici, una figlia adolescente difficile, una madre tirannica e bassa autostima. Lei si impiglia in una bugia, escogitata con la sorella, e diventa il suo ghost-writer. Mentre lei scopre il suo talento proprio, lotta anche con una mancanza di riconoscimento per il suo lavoro. È attraverso queste sfide che Joséphine cresce e finalmente scopre chi è realmente.
L'ultimo libro della saga è Gli scoiattoli di Central Park sono tristi il lunedì (2011)
La saga  di Josephine e la sua famiglia continua in una nuova trilogia, edita in Italia da Bompiani (2014)  "Muchachas 1-2-3"

## Opere letterarie
- Moi d'abord, 1979
- La Barbare, 1981
- Scarlett, si possible, 1985
- Les hommes cruels ne courent pas les rues, 1990
- Vu de l'extérieur, 1993
- Une si belle image, 1994
- Un ballo ancora ("Encore une danse"), 1998
- J'étais là avant, 1999
- Lentamente fra le tue braccia ("Et monter lentement dans un immense amour"), 2001
- Un uomo a distanza ("Un homme à distance"), 2002
- Embrassez-moi, 2003
- Gli occhi gialli dei coccodrilli ("Les Yeux Jaunes des Crocodiles"), 2006
- Il valzer lento delle tartarughe (La Valse lente des Tortues), 2008
- Gli scoiattoli di Central Park sono tristi il lunedì (Les écureuils de Central Park sont tristes le lundi), 2010
- Muchachas 1 2014
- Muchachas 2 2014
- Muchachas 3 2014